# 김현주 (희극인)
김현주(1988년 9월 6일 ~ )는 대한민국의 희극 배우이다.

## 출연작

### 방송
- 웃음을 찾는 사람들 (SBS)